# Tectonique des plaques
Ne doit pas être confondu avec Théorie des plaques.

Carte des principales plaques tectoniques terrestres.

La tectonique des plaques (du latin tardif tectonicus, dérivé du grec τεκτονικός / tektonikós, « de construction ») est un modèle scientifique expliquant la dynamique globale de la lithosphère terrestre. Ce modèle théorique a été constitué à partir du concept de dérive des continents, qui fut développé par Alfred Wegener au début du XXe siècle. La théorie de la tectonique des plaques fut acceptée par la communauté géologique internationale à la fin des années 1960, à la suite de l'émission des concepts du « double tapis roulant océanique ».
La lithosphère, coque externe rigide de la Terre constituée de la croûte et d'une partie du manteau supérieur, est subdivisée en plaques, dites tectoniques ou lithosphériques. Quinze plaques majeures ont été identifiées, auxquelles se rajoute une cinquantaine de plaques mineures. Ces plaques ont des mouvements relatifs variés, ce qui génère entre elles différents types de frontières : convergentes, divergentes ou transformantes. Au niveau de ces frontières se produisent de nombreux phénomènes géologiques tels que les séismes, l'activité volcanique, la formation de chaînes de montagnes et celle de fosses océaniques. La vitesse du mouvement relatif de deux plaques voisines varie entre 0 et 100 mm/an.
Les plaques tectoniques sont constituées d'une lithosphère océanique et/ou continentale, caractérisée par les croûtes des mêmes noms respectifs, sous lesquelles se trouve la zone rigide du manteau supérieur.
Le mouvement de ces plaques est possible du fait que la lithosphère, rigide, repose sur l'asthénosphère sous-jacente, partie ductile du manteau supérieur. Ce mobilisme lithosphérique est l'expression des mouvements de convection qui animent le manteau terrestre, mécanisme permettant à la Terre de dissiper sa chaleur interne vers la surface.

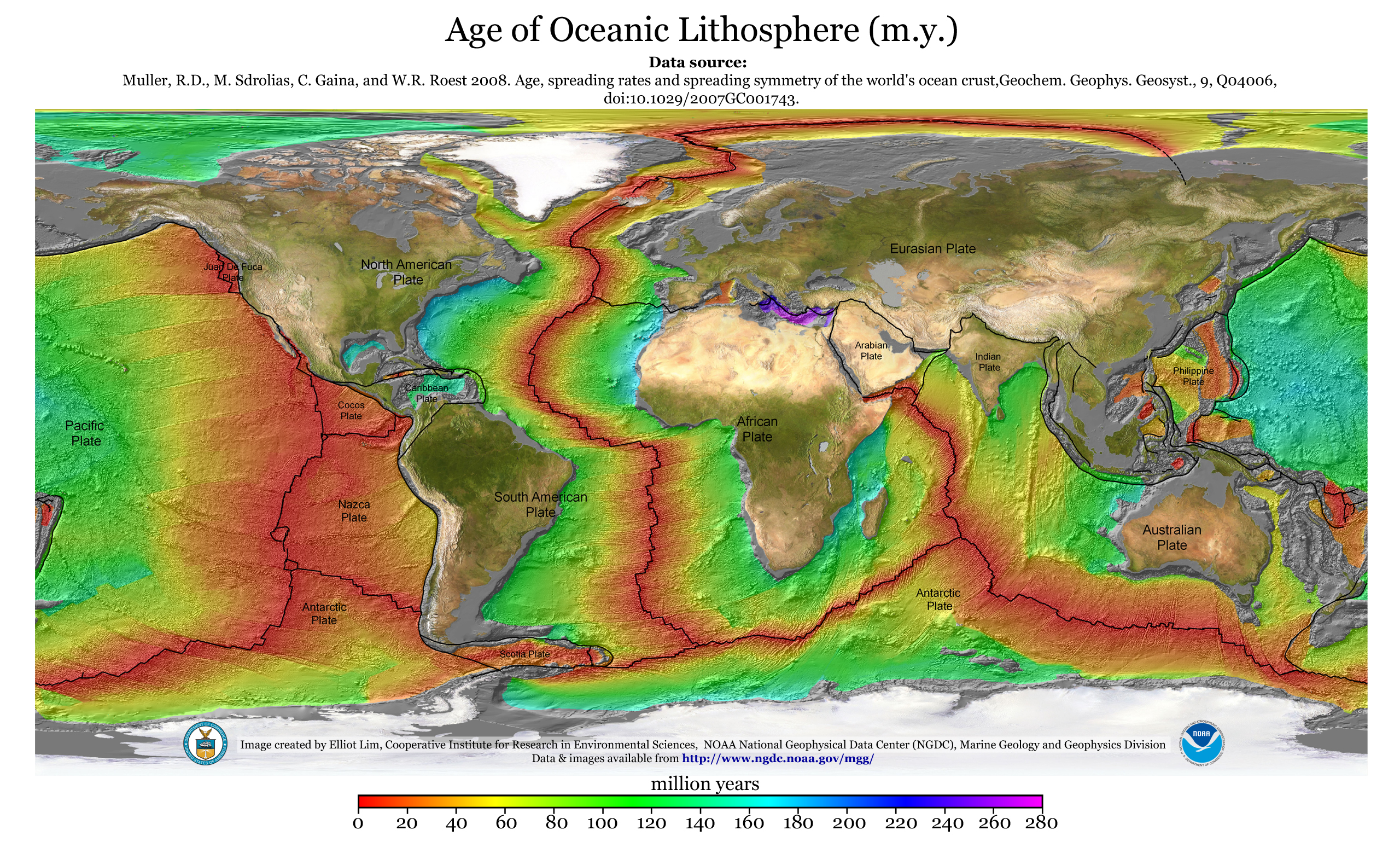
Âges du plancher océanique (les rouges sont les plus jeunes).

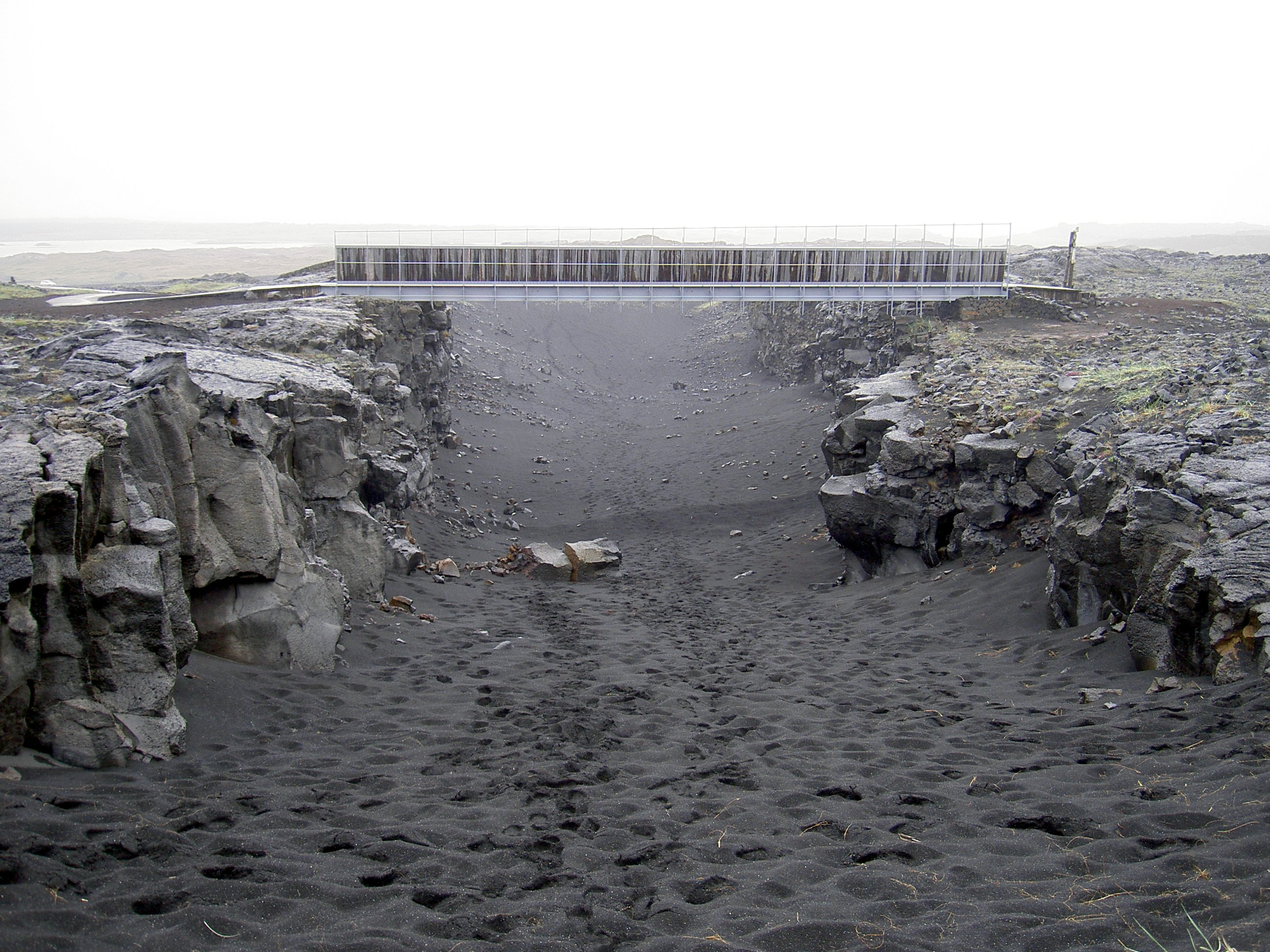
Pont entre deux plaques, en Islande.

## Histoire

### Dérive des continents

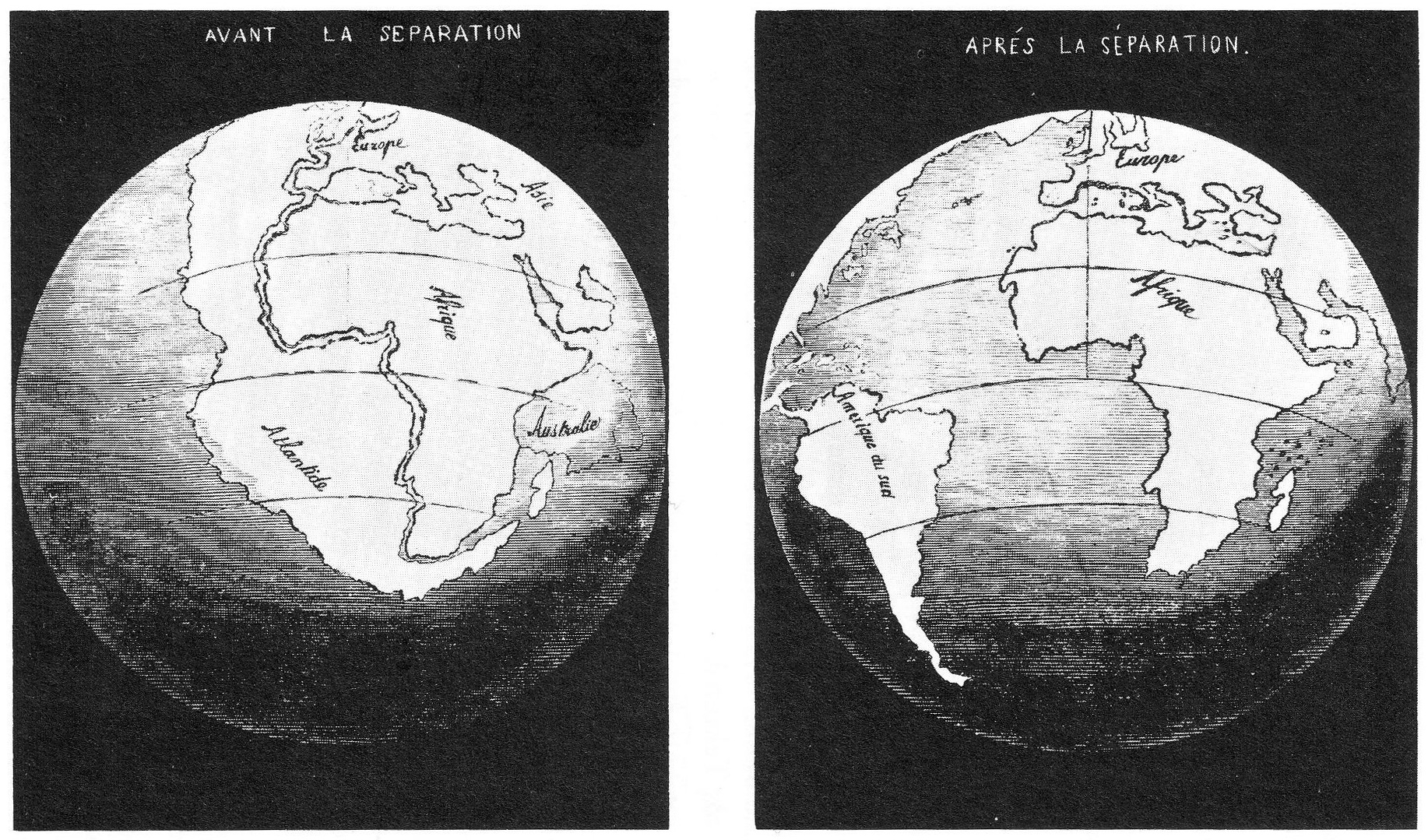
L'ouverture de l'Atlantique, illustration de Snider-Pellegrini.

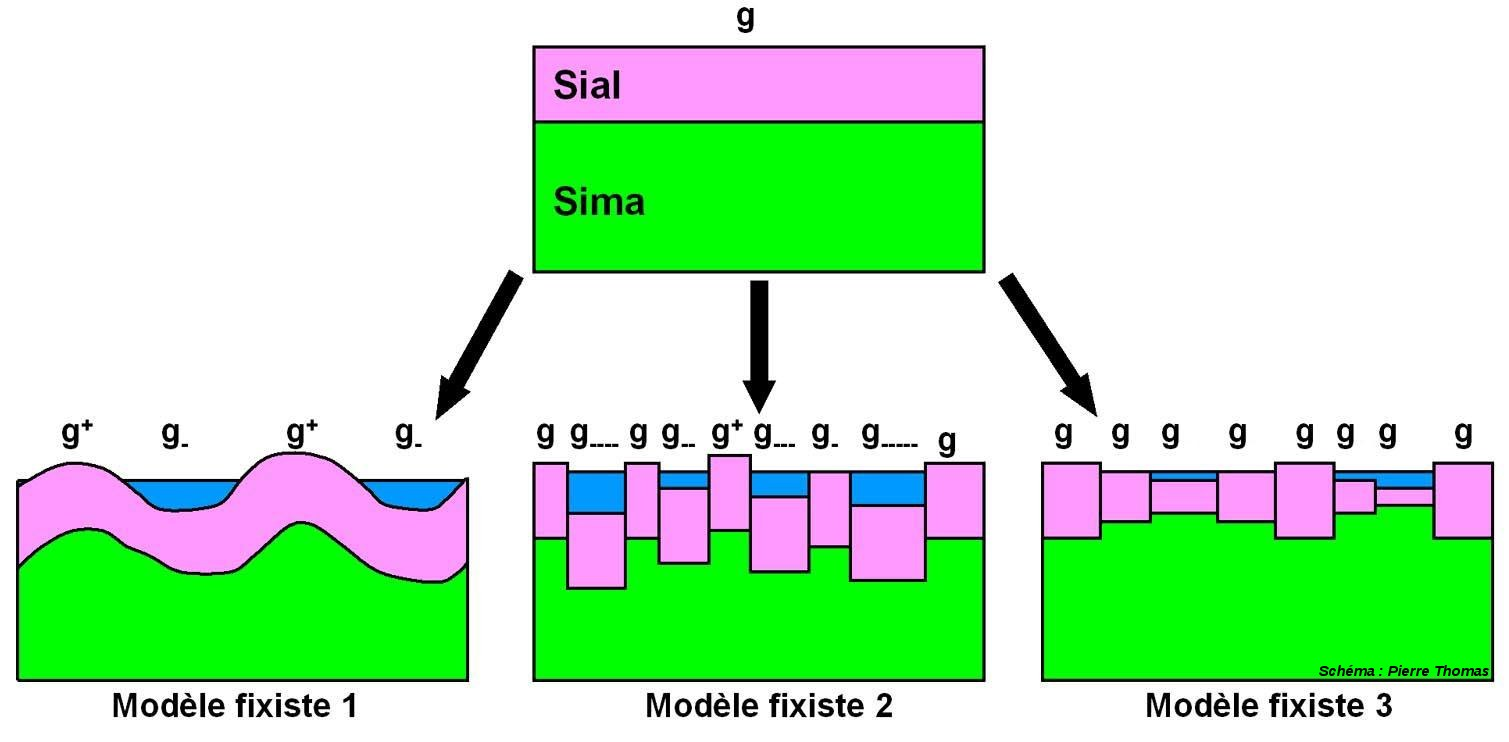
Modèles fixistes.

Carte de répartition de la faune et de la flore fossiles mettant en évidence l'existence du Gondwana, d'après les travaux d'Eduard Suess.

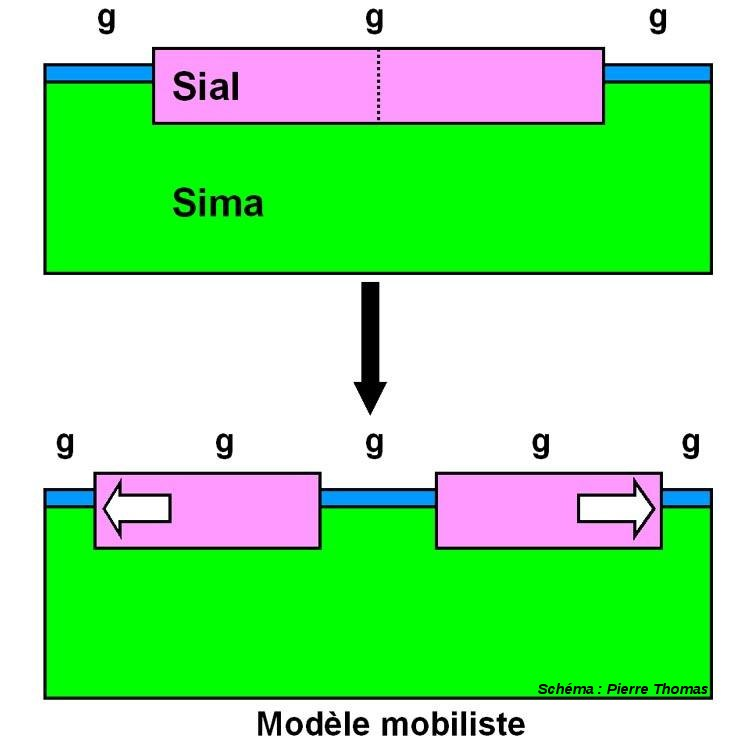
Modèle mobiliste de Wegener.

Pendant plusieurs siècles, les sciences de la Terre ont été dominées par la théorie fixiste qui repose sur le constat de l'état solide de la quasi-totalité du globe terrestre et de la surface terrestre qui présente une géométrie immuable, stable.
Dès 1596, dans son ouvrage Thesaurus geographicus, le cartographe anversois Abraham Ortelius remarque la ressemblance du tracé des côtes américaines et africaines. Il émet l’hypothèse que ces continents ont autrefois été réunis et qu’ils ont été séparés à la suite d'inondations et de séismes. Francis Bacon souligne également cette complémentarité en 1620. Dans la Corruption du grand et petit Monde (1668), le père François Placet affirme que la séparation de l'Amérique du reste des continents s'est produite pendant le déluge universel. En 1756, le théologien allemand Theodor Christoph Lilienthal (de) trouve la confirmation biblique de cette séparation en interprétant avec peu de vraisemblance un passage du livre de la Genèse.

#### XIXesiècle
Une première étape vers une vraie théorie de la dérive des continents revient en 1858 au géographe Antonio Snider-Pellegrini dans son mémoire intitulé La Création et ses mystères dévoilés. Il propose une première ébauche d'explication rationnelle de la complémentarité des côtes d'Europe et d'Amérique du Nord par la ressemblance des flores fossiles du Carbonifère dans ces deux continents. Pour Snider, un bloc primitif de roches en fusion aurait occupé une seule face de la Terre puis, refroidi, se serait rompu, créant l'Atlantique qui sépare les deux continents ; ceux-ci se seraient ensuite déplacés à la surface de la Terre. Cependant Snider, tenant de l'orthodoxie chrétienne, invoque encore la théorie du catastrophisme pour attribuer le phénomène du refroidissement au Déluge.
Les hommes de science, imprégnés de la théorie de l'uniformitarisme qui s'est imposée à la fin du XIXe siècle, continuent à croire ferme à la pérennité des mers et des continents. Pourtant, quelques mobilistes (tenants de la théorie mobiliste qui considère que d'importants mouvements horizontaux animent la Terre) se sont exprimés.
Jusqu'au début du XXe siècle, la mobilité verticale de la terre est admise (d'après l'observation des séismes, des volcans en formation) mais pas la mobilité horizontale.
La théorie fixiste reste cependant dominante et seuls les déplacements verticaux demeurent expliqués. Le géologue Léonce Élie de Beaumont développe l'hypothèse de « systèmes de soulèvement » pour expliquer l'orogenèse. À la fin du XIXe siècle, Eduard Suess remplace l'hypothèse des « soulèvements » par celle des « affaissements » : adepte de la théorie de la contraction de la Terre, il propose que les montagnes résultent de plissements tandis que les océans proviennent de l'effondrement des ponts terrestres. Cependant, plusieurs contraintes (distribution bimodale des altitudes, quasi constance de la gravité à la surface du globe) rendent ces modèles fixistes inopérants.

#### XXesiècle
Le géologue Frank Bursley Taylor formule en 1908, dans une communication à la Société américaine de géologie, l'hypothèse de la dérive continentale, se fondant sur le fait qu'on retrouve des chaînes de montagnes sur les marges continentales opposées des côtes atlantiques, comme les Rocheuses en Amérique du Nord et les Andes en Amérique du Sud. Ces chaînes se seraient formées par un effet de boutoir causé par la dérive des continents.
Le 6 janvier 1912, le météorologue allemand Alfred Wegener, sans connaître semble-t-il les travaux de Taylor, présente à la Société géologique de Francfort-sur-le-Main un exposé cohérent et argumenté de la théorie de la dérive des continents, avec plusieurs éléments de démonstration, ce qui explique que la paternité de cette théorie lui est attribuée. Pour lui, un supercontinent, la Pangée (mot formé de deux noms grecs, Pan, et gê, Terre tout entière) s'est disloqué au début de l'ère secondaire, entraînant l'ouverture de l'Atlantique Nord et la séparation de l'Antarctique, puis l'ouverture de l'Atlantique Sud. Depuis cette ère, les masses continentales issues de cette fragmentation dériveraient à la surface de la Terre, telles des radeaux. Wegener publie un ouvrage en 1915, Genèse des océans et des continents : théories des translations continentales, dans lequel il précise les nombreuses preuves sur lesquelles il s'appuie : preuves morphologiques (emboîtement des formes des continents, comme la corne nord-est du Brésil et le fond du golfe de Guinée), stratigraphiques (continuité stratigraphique entre l'Afrique et l'Amérique du Sud qui se traduit par l'existence des cratons faits de tonalites ou boucliers qui datent du Paléozoïque), paléoclimatiques (existence de galets striés datant du primaire en Afrique du Sud et en Amérique du Sud, ce qui témoigne que les deux continents ont subi les mêmes influences glaciaires durant l'ère Paléozoïque) et paléontologiques (même faune et flore du primaire au rang desquelles les mésosaures, les cygnonatus et les glossoptéris, sorte de fougère à graines du Paléozoïque).
Cette intuition, pourtant étayée par des arguments interdisciplinaires convaincants, est rejetée par une bonne partie de la communauté scientifique (Du Rietz (de), Ludwig Diels ou Harold Jeffreys) et ne trouve que peu de partisans, tel René Jeannel. Wegener échoue en effet dans sa théorie cinématique (théorie mobiliste plus descriptive que causale) à fournir une cause plausible de cette dérive. Il pense que la croûte continentale seule se déplace, en glissant directement « dans » ou « à la surface de » la croûte océanique. Mais, dans cette vision théorique marquée encore par un certain fixisme (la dérive des continents de Wegener est d'abord une théorie de la permanence des continents), la dérive se caractérise par la formation de trous béants. Wegener propose comme explication le broutage des continents sur le fond des océans pour expliquer la dérive. De plus, l'hypothèse des « radeaux » de sial flottant sur le sima visqueux n'est pas acceptable car les sismogrammes démontrent que le sima est solide. Enfin, les forces imaginées par Wegener (forces centrifuges de la fuite des pôles, force d'Eötvös, effet de marée) pour faire dériver les continents sont trop faibles pour vaincre leur rigidité.
Les mécanismes et la morphologie interne de la Terre sont à cette époque encore inconnus pour une interprétation plausible de la dérive. De plus, les géologues considèrent implicitement les fonds marins comme ayant une nature identique à celle des continents.

### Expansion des fonds océaniques

Accrétion de matériau mantellique remontant à l'axe des dorsales océaniques.

Jean Goguel publie en 1942 son Introduction à l'étude mécanique des déformations de l'écorce terrestre ; en 1952, il publie son Traité de tectonique. L'hypothèse des mouvements de convection dans le manteau, émise par Arthur Holmes en 1945, propose un moteur plausible à ces déplacements de continents.
Le géologue américain Harry Hess s'appuie sur de nouvelles données scientifiques (cartes des fonds océaniques avec mise en évidence des rifts et fosses océaniques, flux de chaleur et cartes de l'âge du plancher océanique) pour élaborer en 1962 un nouveau modèle scientifique, l'expansion des fonds océaniques, appelée aussi hypothèse du double tapis roulant. Hess propose que la croûte océanique, créée au niveau des dorsales par des courants ascendants et enfouie au niveau des fosses océaniques par des courants descendants (phénomène de subduction), est continuellement recyclée alors que la croûte continentale, à cause de sa légèreté, est condamnée à dériver à la surface de la Terre.
L'hypothèse du double tapis roulant marque une véritable révolution des sciences de la Terre et affine le concept primitif de dérive des continents de Wegener. Ce dernier fait des blocs continentaux (formés de croûte continentale) le moteur de la dérive des continent alors qu'ils perdent ce rôle au profit des océans selon Hess. Pour celui-ci, les continents sont incorporés dans la lithosphère comme des morceaux de bois dans la banquise et sont entraînés passivement au gré des ouvertures et fermetures des océans.

### Mise en place de la théorie de la tectonique des plaques

Carte des anomalies magnétiques du plancher océanique.

Différentes observations permettent de vérifier l'hypothèse de l'expansion océanique.
En 1958 et 1961, les océanographes Ron G. Mason (en) et Arthur D. Raff mettent en évidence des bandes d'anomalies magnétiques symétriques par rapport à l'axe des dorsales océaniques, corrélables avec les phénomènes d'inversion du champ magnétique terrestre,. Le géophysicien Drummond Matthews et son étudiant Frederick Vine interprètent cette disposition surnommée « peau de zèbre » comme la confirmation de l'hypothèse d'Hess : l'accrétion de matériau mantellique au niveau des rifts et la dérive de la croûte océanique portée par le manteau sous-jacent qui agit comme un tapis roulant de part et d'autre du rift, sont à l'origine de cette disposition caractéristique.
Dès lors se met en place la théorie synthétique de la tectonique des plaques, qui donne une explication globale à l'expansion océanique et à la sismicité des zones des fosses océaniques en modélisant le mouvement relatif de plaques tectoniques sur la sphère terrestre. En 1965, le géophysicien Tuzo Wilson développe le concept de faille transformante, ce qui lui permet de découper la surface de la Terre en une mosaïque de plaques (qu'il nomme « plaques lithosphériques ») en mouvement les unes par rapport aux autres. En 1967, Dan Peter McKenzie détaille le moteur de cette tectonique, la convection mantellique, et avec son collègue Parker contraint le modèle avec des problèmes géométrique relatifs aux mouvements sur sphère. William Jason Morgan suggère en 1968 que la tectonique terrestre peut être modélisée par un nombre réduit de plaques tectoniques (six gros blocs rigides et douze plus petits). La même année, le géodynamicien français Xavier Le Pichon propose un modèle composé de six plaques et montre leurs mouvements relatifs depuis 120 millions d'années. Enfin, Jack Oliver et son étudiant Bryan Isacks parviennent à expliquer la sismicité sur tout le globe terrestre par le modèle de la tectonique des plaques, ce qui finit de convaincre la majorité des scientifiques à rejeter le paradigme fixiste et embrasser la toute nouvelle théorie.

### Identification des principales plaques tectoniques

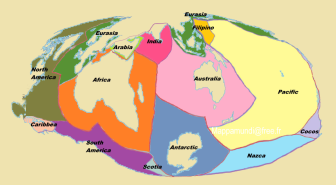
Plaques tectoniques (surfaces conservées).

Lors de l'exposé de sa théorie de la tectonique des plaques en 1968, Le Pichon distingue six plaques lithosphériques principales :
- plaque africaine ;
- plaque nord-américaine (dont on distingue à présent la plaque caraïbe) ;
- plaque sud-américaine (dont on distingue à présent la plaque de Cocos et la plaque Juan de Fuca) ;
- plaque eurasiatique (dont on distingue à présent la plaque arabique et la plaque indo-australienne, à présent décomposée en plaque indienne et plaque australienne) ;
- plaque sud-pacifique (essentiellement la plaque de Nazca et la plaque antarctique) ;
- plaque nord-pacifique (plaque pacifique et plaque philippine).

Outre ces plaques majeures, des études plus détaillées ont conduit à distinguer un certain nombre de plaques secondaires, de moindre importance. En effet, les limites des plaques ne sont pas toujours bien définies et l'on parle de frontière de plaque « diffuse ».
La recherche dénombre quinze plaques principales en 2015.
En 2016, les simulations numériques réalisées par Mallard et al. montrent que les plaques tectoniques sont au nombre de cinquante-trois : sept grandes plaques (l’Amérique du Nord, l’Amérique du Sud, l’Afrique, l’Eurasie, le Pacifique, l’Australie et l’Antarctique), couvrant 94 % de la surface du globe, entre lesquelles se trouvent quarante-six petites plaques complémentaires,.

## Le modèle actuel
(juillet 2022).

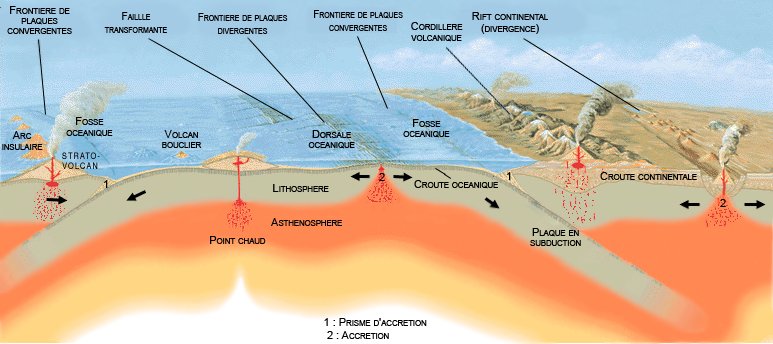
Schéma général des différents types de volcanisme associés aux mouvements des plaques tectoniques.

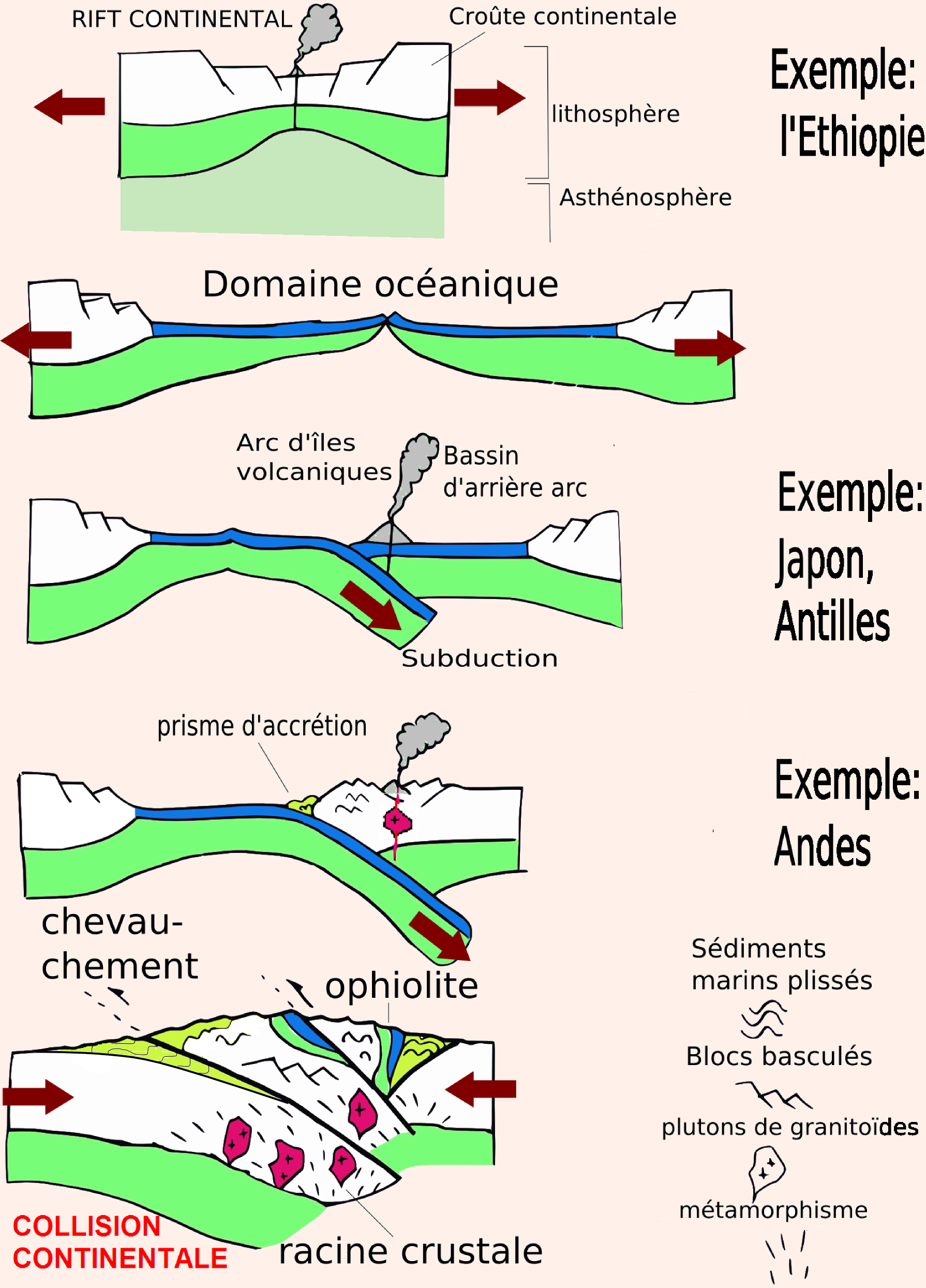
Modèle de tectonique des plaques.

On admet à présent que les plaques tectoniques sont portées par les mouvements du manteau asthénosphérique sous-jacent, et subissent des interactions dont les trois types principaux sont la divergence, la convergence, et le coulissage. À ces trois types d'interaction sont associées les trois grandes familles de failles :
- une faille normale est divergente (extensive) ;
- une faille inverse est convergente (compressive) ;
- un décrochement est transcurrent (les axes d'extension et de compression sont dans le plan horizontal).

### Zones de divergence
Une zone d'extension apparaissant dans une lithosphère continentale conduit transitoirement à la formation d'un rift. L'activité du rift peut cesser rapidement, mais si elle se poursuit l'éloignement des deux bords de la lithosphère crée un vide qui est comblé par de la lithosphère océanique, créant à terme un nouvel océan.
L'exemple le plus célèbre de divergence continentale est la vallée du Grand Rift en Afrique, qui est en train de séparer la plaque africaine de la plaque somalienne, qui se prolonge par le rift de la Mer Rouge, déjà en grande partie submergé, qui sépare la plaque africaine de la plaque arabique.
Quand les lithosphères continentales se sont suffisamment séparées, la zone de divergence se retrouve en milieu océanique, et sépare deux lithosphères surmontées de croûte océanique. Une telle zone de divergence océanique éloigne deux plaques l'une de l'autre, couplé à une remontée du manteau permettant la formation continue de lithosphère océanique. Leur frontière divergente correspond à une ride océanique ou dorsale, lieu de création de lithosphère océanique et théâtre de volcanisme intense.
En dehors de leurs bordures, les plaques sont rigides, de géométrie fixe : s'il y a des zones de divergence créant de la surface terrestre, il y a nécessairement aussi des zones de convergence où la surface terrestre disparaît. Les zones de divergence sont donc nécessairement accompagnées de zones de convergence.

### Zones de convergence
Les zones de convergence sont la principale source d'orogenèse. La formation de montagnes continentales à partir de zones de convergence est un mécanisme à quatre temps.
Une zone de convergence impliquant deux lithosphères océaniques conduit l'une à plonger sous l'autre, dans un mouvement de subduction. La plaque inférieure s'enfonce dans une fosse océanique, et sur la bordure de la plaque supérieure se forme un arc volcanique. C'est la situation de la fosse des Mariannes, ou des Îles Kouriles. Dans ce type de convergence, la plaque inférieure se raccourcit, et la plaque supérieure reste stable.
Si la croûte océanique de la plaque inférieure se prolonge par une croûte continentale, l'entrée de cette dernière dans la fosse océanique conduira transitoirement à une situation d'obduction : la croûte océanique supérieure passe au-dessus de la croûte continentale inférieure. Cette situation est transitoire, parce que la croûte continentale, moins dense, ne peut pas s'enfoncer et bloque le mouvement de convergence. Si la convergence se poursuit, c'est la croûte continentale (moins dense, d = 2,7), éventuellement chevauchée par des roches d'origine océanique, qui prendra le dessus, et la croûte océanique (la plus dense, d = 3,2) plongera à son tour dans un mouvement de subduction inversé, conduisant à une marge continentale active, ou marge de convergence.
Une marge continentale active est une zone de convergence qui met en contact une lithosphère continentale supérieure et une lithosphère océanique plongeant sous celle-ci dans une fosse de subduction. La côte ouest de l'Amérique du Sud en est un exemple. La subduction d'une plaque sous une autre entraîne de nombreuses conséquences, comme un volcanisme andésitique (généralement explosif), de nombreux tremblements de terre et surtout la formation des plis et des failles.
Enfin, si la convergence le long d'une marge continentale active a consommé toute la croûte océanique, elle conduit à une zone de collision, là où deux croûtes continentales se confrontent. Le moteur du mécanisme de subduction se bloque. Il n'est pas assez puissant pour faire plonger l'une des plaques dans l'asthénosphère à cause de leur faible densité. Les deux plaques se soudent pour n'en former qu'une seule. C'est le cas notamment de la chaîne de l'Himalaya, à la frontière entre la plaque indienne et la plaque eurasiatique ; cette rencontre s'est produite il y a 65 millions d'années à la faveur de la migration du continent indien. Les Alpes et les chaînes de l'Atlas sont des exemples de chaînes de collision. Il faut noter que pendant la collision, le matériel sédimentaire est transporté en hauteur pour former des chaînes de montagnes où les roches sont plissées et faillées.
La collision conduit à la formation de masses continentales de plus en plus importantes. John Tuzo Wilson a montré que les continents grandissent par un cycle de Wilson, une série d'étapes quasi périodiques où les plaques tectoniques se dispersent puis s'agrègent.

### Zones de décrochement
Le « coulissage » ou « transcurrence » est le glissement horizontal de deux plaques, l'une à côté et le long de l'autre. Il s'agit donc d'un déplacement latéral d'une plaque contre une autre.
Le décrochement peut notamment se produire entre deux lithosphères continentales, le long d'une faille. Le coulissage de la faille produit des séismes très violents, dus au frottement rugueux le long de failles profondes et peu rectilignes. La faille de San Andreas en Californie et la faille nord-anatolienne en Turquie en sont deux exemples.
Comme indiqué ci-dessus, une dorsale océanique est toujours formée de segments de divergence, séparés par des failles transformantes ; cependant ces failles transformantes océaniques associées aux dorsales ne produisent que des séismes de faible magnitude, étant très rectilignes et sur des zones de croûte océanique de faible épaisseur.
Des zones de décrochement transformantes peuvent également être associées à la limite entre plaques océaniques et plaques continentales, comme pour la plaque caraïbe et la plaque Scotia.

### Moteur du déplacement

Carte de l'activité tectonique soulignant les limites de plaque.

La Terre possède une chaleur importante du fait de la radioactivité (désintégration du potassium, de l'uranium et du thorium) et de la chaleur d'accrétion initiale. Elle se refroidit en évacuant la chaleur à sa surface. Pour cela, on connaît trois mécanismes : conduction thermique, convection et transfert radiatif. Au niveau du manteau terrestre, la majeure partie du flux de chaleur est évacuée par la mise en mouvement des roches. C'est cette convection mantellique qui est le moteur de la tectonique des plaques. La convection est induite par la présence de matériel chaud (donc moins dense) sous du matériel moins chaud (donc plus dense). Ces mouvements sont très lents (de l'ordre de 1 à 13 cm/an) et favorisés par la lubrification par l’eau de mer et les sédiments qui réduisent les frottements entre les plaques.
Jusqu'à peu, les géologues considéraient que le couplage mécanique entre les mouvements de l'asthénosphère et de la lithosphère était le principal moteur de la tectonique des plaques. L'importance de ce couplage entre la lithosphère (rigide et cassante) et l'asthénosphère (manteau sous-jacent ductile et déformable) est remise en cause. L'origine de la force qui rend les plaques mobiles est discutée :
- elle peut être liée sur toute la surface de la plaque à la contrainte cisaillante entre la lithosphère et l'asthénosphère (liée à la convection, et à l'importance du couplage entre la lithosphère et l'asthénosphère) ;
- elle peut être due au poids de la lithosphère entraînée par subduction, qui tire vers la zone de convergence tout le reste de la plaque (écoulement gravitaire) ;
- elle peut être due à l'altitude plus élevée de la lithosphère au niveau de la dorsale (écoulement gravitaire), qui induit une poussée sur le bord de la plaque à la ride (la formation de la lithosphère pousse toute la plaque).

Ces possibilités ne sont pas exclusives, mais les contributions relatives dans le mouvement sont très discutées et dépendent des études, en particulier le rôle du couplage entre la lithosphère et l'asthénosphère, considéré comme majeur jusque dans les années 1990 est fortement remis en question.
En 2019, une simulation 3D de la tectonique globale sur 1,5 Ma retrouve les principales caractéristiques : reliefs montagneux de 10 km de haut, fosses sous-marines de 15 km de profondeur, zones de subduction et dorsales, apparition et disparition de supercontinents, vitesse de déplacement des plaques de quelques centimètres par an, et flux de chaleur en surface réaliste. Les calculs indiquent que, depuis 500 Ma au moins, les deux-tiers de la surface de la Terre se déplacent plus vite que le manteau sous-jacent (à 150 km de profondeur), et que les rôles sont inversés sur le tiers restant : dans la majorité des cas, le manteau s'oppose au mouvement de la plaque (la cause de ce déplacement se situe donc en surface, dans les zones de subduction qui tirent l'ensemble de la plaque), et dans un tiers des cas c'est au contraire le manteau pousse la surface avec lui (et ce sont donc les courants profonds qui sont responsables du mouvement de la plaque),.

## Cycles de Wilson

### Premières manifestations de la tectonique des plaques
Alors que les plus anciennes traces de tectonique des plaques dataient de 2,5 Ga (milliards d'années), en 2007 une équipe internationale de chercheurs en géosciences fait remonter cette tectonique à 3,8 Ga, au début de l'Archéen. L'analyse d'inclusions dans les diamants de la ceinture de roches vertes d'Isua (en) a révélé la présence d'éclogite caractéristique de la subduction d'une plaque océanique. Un modèle numérique de tectonique des plaques en deux dimensions suggère que vers 4 Ga commencent à se former les plaques tectoniques et que la tectonique s’est généralisée un Ga plus tard : les mouvements descendants de l'asthénosphère étirent les roches de la partie mantellique de la lithosphère et déforment la taille des grains de la péridotite composant cette partie, ce qui la fragilise sur une période d'environ 10 Ma (millions d'années). La convection mantellique se déplaçant au cours du temps, les zones fragilisées qui ne sont plus soumises à la déformation voient leurs minéraux grossir, ce qui « cicatrise » la lithosphère sur une période d'un Ga. En 2016, une modélisation thermomécanique suggère que ce sont les panaches qui, en brisant la croûte terrestre, ont formé les premières plaques.
Il est possible que l'activité géologique de la Terre se soit manifestée de façon très différente durant l'Hadéen et l'Archéen, et il est généralement considéré comme plausible que le mécanisme actuel de la tectonique des plaques ne se soit mis en place qu'au Paléoprotérozoïque (−2,5 à −1,6 Ga). La découverte d'éclogites vieilles de 2,1 Ga dans le bloc du Kasaï (craton du Congo), indique que la mise en place de la tectonique des plaques est au moins antérieure à cette date. En 2024, une étude de la composition de 971 zircons anciens d'origine inconnue, faisant appel à l'intelligence artificielle (développée à partir de 374 zircons d'origine connue dont 80 % employés pour entraîner les algorithmes et les 20 % restant pour les tester), conclut qu'un tiers d'entre eux, datant de jusqu'à 4,2 Ga, sont de type S (avec des inclusions de mica ou enrichis en éléments traces caractéristiques d'une altération), c'est-à-dire modifiés à faible pression et témoins de l'existence de continents et de la tectonique des plaques. Une autre étude montrant l'implication d'eau douce dans la formation de zircons vieux de 4 Ga indique également, et indépendamment, que des continents — et sans doute aussi la tectonique des plaques — existaient déjà à cette époque.
La découverte en 2016 et 2018 d'un excès d'eau dans des inclusions vitreuses de komatiites du Canada et du Zimbabwe, d'âge 2,7 Ga, atteste l'existence de réservoirs mantelliques hydratés au Néoarchéen (−2,8 à −2,5 Ga). L'étude en 2019 du rapport D/H dans ces inclusions confirme que cette eau provient de la surface, probablement entraînée dans la zone de transition du manteau par la déshydratation de la croûte océanique de plaques subductées. La même étude obtient des résultats semblables (avec aussi un excès de chlore et un appauvrissement en plomb) dans des inclusions vitreuses de komatiites de la ceinture de roches vertes de Barberton (en) (Afrique du Sud), vieille de 3,3 Ga. Ces résultats font ainsi remonter les débuts de la tectonique des plaques au Paléoarchéen (−3,6 à −3,2 Ga),.

### Alternance répétée de phases de formation d'un supercontinent suivie de processus d'océanisation

La dérive des continents, à partir de la Pangée.

L'animation ci-dessus montre la dislocation de la Pangée depuis le Trias. Dans un premier temps, ce supercontinent se sépare en Laurasia et Gondwana. La Laurasia se fragmente en Amérique du Nord et Groenland d'une part et Eurasie d'autre part, tandis que du Gondwana se détache successivement la Nouvelle-Zélande, l'Inde, puis le bloc Australie-Nouvelle-Guinée, avant que ce continent ne se partage entre Amérique du Sud, Afrique et Antarctique. Cette dislocation aboutit à une recomposition des continents puisque, par exemple, l'Inde fusionne avec l'Eurasie, suivie par l'Afrique et la Nouvelle-Guinée.
Cette alternance de dislocation et de recomposition est intervenue plusieurs fois au cours des temps géologiques.
- Il y a 1,8 milliard d'années aurait existé le supercontinent Nuna, qui se serait disloqué puis recomposé.
- Il y a 1 milliard d'années, issu de cette recomposition, le supercontinent Rodinia se serait disloqué en huit continents.
- Ces continents auraient finalement fusionné pour former un supercontinent, Pannotia, lui-même à l'origine par dislocation de la Laurentia, la Baltica et du Gondwana.
- Laurentia et Baltica ont fusionné durant l'orogenèse calédonienne pour former la Laurussia, qui elle-même a fusionné avec le Protogondwana au cours de l'orogenèse hercynienne pour former la Pangée, dont l'avenir est décrit précédemment.

Cet historique général ne prend pas en compte l'intervention des différents terranes, comme l'Avalonia, issue de la Pannotia, qui a participé à la formation de la Laurussia.
La chaleur de la Terre ne s'évacue pas de la même façon selon que les continents sont regroupés en un seul ou qu'ils sont dispersés comme c'est le cas aujourd'hui et selon leur position (qui influe sur leur albédo, plus claires en zone polaire par exemple). Les chaînes de montagnes terrestres ou sous-marines modifient respectivement la circulation des masses d'air humide et des courants marins. Un supercontinent forme un « bouclier thermique » qui modifie la manière dont la chaleur s'évacue. Il se disloquera nécessairement en plusieurs fragments. Cela marquera le début d'un nouveau cycle de Wilson ainsi baptisé en l'honneur de John Tuzo Wilson (1908-1993), géophysicien canadien, qui a, le premier, émis l'hypothèse de ce rassemblement périodique des continents.

### Le prochain supercontinent?
Il existe 4 principales hypothèses de la formation du prochain supercontinent. En 1982, Christophe Scotese propose l'hypothèse de la Pangaea Ultima (Pangée ultime), qu'il renomme plus tard Pangaea Proxima (Pangée prochaine). Selon cette hypothèse, le mouvement d'élargissement de l'Atlantique s'inversera et sera suivi d'une fermeture progressive de l'océan qui amènera à une collision des Amériques avec l'Eurasie et l'Afrique.
La deuxième hypothèse, formulée par Paul F. Hoffman en 1992, propose que la fermeture en cours de l'océan Pacifique devrait conduire à la formation d'un nouveau supercontinent, dénommé Amasie. L'Amasie pourrait se former d'ici une centaine de millions d'années, être centrée sur le pôle Nord et rester séparée de l'Antarctique,.
L'hypothèse de la Nouvelle Pangée (Novopangea), similaire à celle de la Pangée prochaine, propose que le Pacifique se fermerait et que l'Atlantique se maintiendrait. De plus, l'Australie et l'Antarctique dériveraient vers le nord et entreraient en collision avec l'Asie. Avec la fermeture du Pacifique, les Amériques entreraient en collision avec l'Asie orientale et le bloc Australie-Antarctique.
Enfin, l'hypothèse de l'Aurica, proposée en 2016 par Joao Duarte et al., propose une fermeture des océans Pacifique et Atlantique qui serait compensée par l'ouverture d'un nouvel océan au niveau du rift situé au centre de l'Asie entre l'ouest de l'Inde et l'Arctique,.

## Conséquences pour l'évolution biologique
En modifiant la latitude des grandes masses continentales, en générant des zones de haute altitude lors des collisions, en injectant des gaz à effet de serre dans l'atmosphère et des poussières dans la haute atmosphère lors des grands épisodes de volcanisme, en ouvrant ou fermant des corridors terrestres ou maritimes, la tectonique des plaques a des effets cruciaux sur l'évolution biologique.
En 2025, une étude pluridisciplinaire montre la présence, au Phanérozoïque, d'une cyclicité de 60 millions d'années dans la durée des étages géologiques, qui coïncide parfaitement avec des fluctuations similaires dans la biodiversité marine, les cycles biogéochimiques et les évolutions majeures des mouvements globaux des plaques tectoniques. Cette synchronisation suggère un lien profond entre l'évolution de la vie marine et l'activité interne de la planète via les processus de surface comme l'altération continentale ou les conditions redox des océans,.